# Stijepo Đurđević
Stijepo Đurđević (Dubrovnik, 1579. – Dubrovnik, 1632.), hrvatski barokni pjesnik.
Rodom je iz ugledne dubrovačke vlastelinske obitelji. Često je bio osuđivan zbog raznih prijestupa, uglavnom fizičkih sukoba. Već s 15 godina doveden je pred sud. 1606. godine osumnjičen je za ubojstvo. Pet godina poslije osuđen je na progonstvo u trajanju od 4 godine, zbog pomaganja dvojici zatvorenika koji su pokušali podići ustanak protiv Turaka.
Progonstvo je proveo u Napulju, a vjeruje se da je bio i u Španjolskoj. Vlastelinski položaj omogućio mu je brz napredak na društvenoj ljestvici čim se vratio u Dubrovnik 1619. godine. Ušao je u Veliko vijeće.
Oženio se 1631. godine. Dobio je sina koji mu je brzo umro, a za njim uskoro i sami Stijepo Đurđević.
Njegovo komični spjev Derviš parodija je na petrarkističko pjesništvo. Smatra se jednim od najboljih djela starije hrvatske književnosti